# 黄花筒站
黄花筒站位于中华人民共和国内蒙古自治区通辽市奈曼旗黄花他拉苏木，是一个京通铁路上的铁路车站，建于1980年，目前为四等站，目前客运：办理旅客乘降；不办理行李、包裹托运；不办理货运营业。